# Guanshanhu
Guanshanhu (chinesisch 观山湖区, Pinyin Guānshānhú Qū) ist ein Stadtbezirk der bezirksfreien Stadt Guiyang in der chinesischen Provinz Guizhou. Er verwaltet ein Territorium von 307 Quadratkilometern, von dem 64,5 Quadratkilometer verbaut sind, und auf dem im Jahre 2018 eine ansässige Bevölkerung von etwa 500.000 Personen lebte.
Guanshanhu wurde im Jahre 2000 unter dem Namen „Neuer Bezirk Xinyang“ (金阳新区) gegründet, um das Stadtzentrum Guizhous zu entlasten. Er wurde zu einem neuen Zentrum für Handel, Finanzwirtschaft und Verkehr ausgebaut. Entsprechend schnell wachsen Bevölkerungszahl und das Bruttoinlandsprodukt des Bezirks. Im November 2012 genehmigte der Staatsrat, aus dem Neuen Bezirk und einigen benachbarten Industrie-Entwicklungsgebieten einen eigenen Stadtbezirk zu errichten.

## Administrative Gliederung
Auf Gemeindeebene setzt sich der Stadtbezirk per Ende 2018 aus drei Großgemeinden und zehn Einwohnergemeinschaften zusammen. Diese sind:
- Großgemeinden Jinhua (金华镇), Zhuchang (朱昌镇), Baihuahu (百花湖镇)
- Einwohnergemeinschaften Shijicheng (世纪城社区), Jinyuan (金源社区), Yijing (逸景社区), Bihai (碧海社区), Jinmai (金麦社区), Xinshiji (新世界社区), Jinhuayuan (金华园社区), Jinling (金岭社区), Huizhan (会展社区), Guanshan (观山社区)[2]

Auf Dorfebene setzen sich obengenannte Verwaltungseinheiten aus 49 Dörfern und 79 Einwohnergemeinschaften zusammen.